# Ivo Michiels
Ivo Michiels, né Henricus Paulus Renatus Ceuppens le 8 janvier 1923 à Mortsel (province d'Anvers) et mort le 7 octobre 2012 au Barroux dans le Vaucluse, est un écrivain, réalisateur, scénariste et critique de cinéma belge.

## Biographie
Journaliste de profession, Ivo Michiels collabore à Golfslag (1946-50), De Tafelronde (1953), et dirige (1979) le Nieuw Vlaams Tijdschrift.
Ivo Michiels était un des grands écrivains modernistes de langue néerlandaise du vingtième siècle. Il est d'abord connu pour son cycle de romans Le livre Alpha (Het boek Alfa) et pour L'Adieu (Het Afscheid).
Dans le cinéma Ivo Michiels est surtout connu pour avoir coréalisé avec Rik Kuypers et Roland Verhavert Les mouettes meurent au port (1955), l'un des films les plus importants du cinéma belge des années 1950. L’utilisation du noir et blanc, les décors urbains, les errances sans espoir d’un héros tourmenté et les tensions d’un canevas policier peuvent sans doute se rattacher à une esthétique expressionniste, mais on évoque aussi à son propos quelques films européens (Le Troisième Homme, Jeux interdits) ou américains (Sur les quais) plus proches dans le temps.
Par la suite, il scénarisera quatre films. Il coscénarise notamment Femme entre chiens et loups (Vrouw tussen hond en wolf en néerlandais), tiré de son livre, un film franco-belge d'André Delvaux sorti en 1979.

## Œuvre écrite
- 1946 - Begrensde verten
- 1947 - Daar tegenover
- 1947 - Zo, ga dan
- 1949 - Het vonnis
- 1951 - Kruistocht der jongelingen
- 1952 - Spaans capriccio
- 1953 - De Ogenbank
- 1955 - De meeuwen sterven in de haven
- 1957 - Het afscheid
- 1958 - Journal brut, Ikjes sprokkelen
- 1959 - Albisola Mare, Savona. Journal Brut
- 1961 - Dertien Vlamingen
- 1963 - Frans Dille
- 1963 - Het boek alfa (éd. Gallimard, 1967)
- 1966 - Het afscheid
- 1966 - Verhalen uit Journal brut (édition 1973)
- 1968 - Orchis militaris
- 1971 - Exit
- 1973 - Alechinsky
- 1973 - Samuel, o Samuel
- 1977 - Een tuin tussen hond en wolf
- 1979 - Itinerarium
- 1979 - Luister hoe dit beeld hoe die lijn hoe die kleur hoe dit vlak luister
- 1981 - Dixi(t)
- 1983 - De vrouwen van de aartsengel
- 1985 - Het boek der nauwe relaties
- 1987 - Vlaanderen, ook een land
- 1989 - Prima materia
- 1993 - Schildwacht schuldwacht
- 1995 - Daar komen scherven van
- 1997 - Sissi
- 1999 - De verrukking, een roman
- 2001 - De mirakelen, Elizabeth, de mirakelen

## Traductions françaises
- Le Livre Alpha [« Het boek alfa »], Paris, trad. Maddy Buysse, Éditions Gallimard, coll. « Du monde entier », 1967, 144 p.
- Femme entre chien et loup [« Een vrouw tussen hond en wolf »], Arles, France, trad. Marie Hooghe, Actes Sud, coll. « Lettres néerlandaises », 1986, 174 p. (ISBN 978-2-86869-079-1)
- Journal brut [« Journal brut. I. De vrouwen van de aartsengel. »], vol. 1 : Les femmes de l'archange, Arles, France, trad. Marie Hooghe, Actes Sud, coll. « Lettres néerlandaises », 1987, 257 p. (ISBN 978-2868691538)
- Journal brut [« Journal brut. II. Het boek der nauwe relaties »], vol. 2 : Le Livre des relations spirituelles, Arles, France, trad. Marie Hooghe, Actes Sud, coll. « Lettres néerlandaises », 1990, 264 p. (ISBN 978-2868695499)
- Orchis Militaris, Chambéry, France, trad. Koenraad Tommissen, postface Jan H. Mysjkin, Éditions Comp'Act, 2003, 123 p. (ISBN 978-2-87661-282-2)